# Carduncellus
Carduncellus es un género de plantas con flores perteneciente a la familia Asteraceae. Comprende unas 60 especies descritas y, de estas, 12 aceptadas.

## Taxonomía
El género fue descrito por Michel Adanson y publicado en Familles des Plantes, vol. 2, p. 116, 1763.

## Especies aceptadas
- Carduncellus arborescens L.) Sweet
- Carduncellus balearicus (J.J.Rodr.) G.López
- Carduncellus coeruleus (L.) C.Presl - cepilla[4]
- Carduncellus cuatrecasasii G.López
- Carduncellus dianius
- Carduncellus fruticosus (Maire) Hanelt in Feddes
- Carduncellus hispanicus Boiss. ex DC.
- Carduncellus mareoticus (Delile) Hanelt in Feddes
- Carduncellus mitissimus (L.) DC. in Lam. & DC.
- Carduncellus monspelliensium All.
- Carduncellus pinnatus (Desf.) DC.
- Carduncellus rhiphaeus (Font Quer & Pau) G.López[1][5][6]